# ويليام سميث (مصارع رياضي)
ويليام سميث (بالإنجليزية: William Thomas "Bill" Smith)‏ هو مصارع رياضي أمريكي، ولد في 17 سبتمبر 1928 في بورتلاند في الولايات المتحدة، وتوفي في 20 مارس 2018 في همبولدت في الولايات المتحدة.

## وصلات خارجية
- ويليام سميث على موقع قاعدة بيانات المصارعة الدولية (الإنجليزية)
- ويليام سميث على موقع اللجنة الأولمبية الدولية (الإنجليزية)
- ويليام سميث على موقع أوليمبيديا (الإنجليزية)
- ويليام سميث على موقع قاعة آيوا للمشاهير الرياضية (الإنجليزية)